# St Veep
St Veep (Sen Vip in lingua cornica) è un villaggio e parrocchia civile dell'Inghilterra, appartenente alla contea della Cornovaglia.